# Rivista svizzera di numismatica
La Rivista svizzera di numismatica (nota anche come Revue Numismatique Suisse, Swiss Numismatic Review, e Schweizerische Numismatische Rundschau) è una rivista annuale di numismatica edita dalla Società svizzera di numismatica dal 1891. Inizialmente è stata pubblicata a Ginevra, in seguito a Berna. Le lingue utilizzate sono quattro (inglese/tedesco/francese/italiano).